# 배승희 (배드민턴 선수)
배승희(裵昇熙, 1983년 9월 20일~)은 대한민국의 배드민턴 선수이다.  2010년 대한민국 최초의 우버컵 우승에 기여했다.